# Pochrzyn chiński

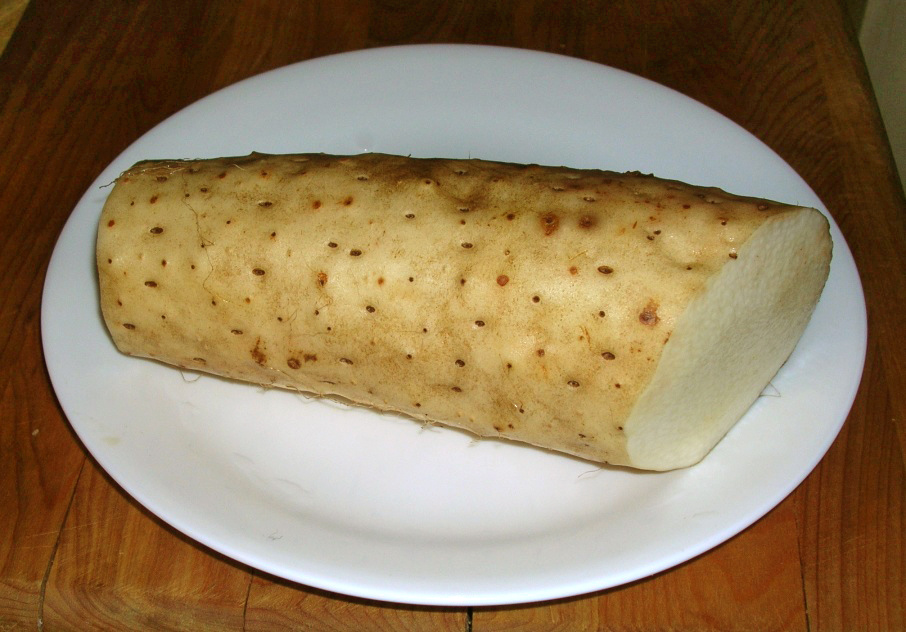
Bulwa

Pochrzyn chiński, jams chiński, ziemniak chiński (Dioscorea polystachya Turcz.) – gatunek rośliny z rodziny pochrzynowatych (Dioscoreaceae). Pochodzi z Azji Wschodniej (Chiny, Japonia, Korea), rozprzestrzenił się też w innych regionach o klimacie tropikalnym. 

## Morfologia
ŁodygaPnącze o pędach owijających się wokół podpór i osiągających długość do 8 m.
LiścieSercowate, ciemnozielone.
KwiatyKwiaty dwupienne, drobne, o zapachu cynamonowym. Mają żółtawy kolor i składają się z 6-działkowego (po 3 w 2 okółkach) okwiatu o działkach zrośniętych u nasady. Kwiaty żeńskie 1-słupkowe i rzadko wyrastające na gałązkach, męskie 6-pręcikowe zebrane w groniaste kwiatostany.
Owoc3-skrzydlata torebka zawierająca uskrzydlone nasiona.
KłączeKłącze ma postać niemal walcowatych kawałków, niekiedy spłaszczonych, długości około 15–30 cm i grubości 1,5–6 cm. Zewnętrzna powierzchnia jest żółtawobiała lub jasnożółta, podłużnie bruzdowana i pomarszczona. Wykazuje obecność blizn po korzeniach w postaci szczelin i widoczne niekiedy plamki brunatnawego korka. Kłącze jest ciężkie, konsystencja twarda o budowie zwartej.

## Zastosowanie

### Roślina lecznicza
Surowiec zielarskiKłącze pochrzynu chińskiego (Dioscoreae oppositifoliae rhizoma) – wysuszone, całe lub połamane kłącze, pozbawione kory zewnętrznej i włóknistych korzeni, zebrane zimą po uschnięciu łodygi i liści.

### Roślina uprawna
Jadalne bulwy i owoce, uprawiana także w Polsce. Wymaga bardzo ciepłych, słonecznych i wilgotnych stanowisk. Bulwy dziko rosnących pochrzynów były spożywane w czasach głodu. Są jadalne po upieczeniu lub ugotowaniu. Z wysuszonych bulw otrzymuje się też mączkę, która jest gorzka w smaku, ale można ją pozbawić gorzkiego smaku przez wypłukanie w wodzie. Jest uprawiany (również w Polsce) jako roślina ozdobna. Ze względu na klimat może być u nas uprawiany jako roślina jednoroczna. W ciągu jednego sezonu wegetacyjnego jego pędy osiągają (w Polsce) długość do 2 m.
- Pochrzyny dobrze się przechowują, dlatego były one głównym składnikiem diety na statkach przewożących niewolników z Afryki Zachodniej. Chroniły one przed szkorbutem, choć posiadają stosunkowo niewiele witaminy C.